# El regal (pel·lícula de 2015)
El regal (títol original en anglès: The Gift) és un thriller psicològic estatunidenc i australià del 2015, escrit i dirigit per Joel Edgerton, protagonitzat per Rebecca Hall, Jason Bateman i pel mateix Joel Edgerton. La pel·lícula es va estrenar el 2016 en versió original subtitulada en català, i més endavant, es va estrenar el doblatge en català.

## Argument
Simon i Robyn Callen, es traslladen de Chicago a Los Angeles per la feina d'en Simon. Tot anant a comprar es troben amb en Gordon, un antic amic d'en Simon. En Gordon comença a oferir-los una sèrie de regals i a presentar-se sense avisar a casa seva. Una sèrie d'esdeveniments revelaran secrets del passat.

## Repartiment
- Jason Bateman: Simon
- Rebecca Hall: Robyn
- Joel Edgerton: Gordon "Gordo" Moseley
- Allison Tolman: Lucy
- Tim Griffin: Kevin 'KK' Keelor
- Busy Philipps: Duffy
- Adam Lazarre-White: Ron
- Beau Knapp: Detectiu Walker
- Wendell Price: Detectiu Mills
- Mirrah Foulkes: Wendy Dale
- Nash Edgerton: Frank Dale
- David Denman: Greg
- Katie Aselton: Joan
- David Joseph Craig: Stewart
- Susan May Pratt: Rhonda Ryan
- P.J. Byrne: Danny
- Felicity Price: Dra. Angela Derezio
- Melinda Alien: Agent immobiliària

## Al voltant de la pel·lícula
El regal va representar el debut com a director per l'australià Joel Edgerton conegut per interpretar títols com El gran Gatsby, Warrior o The Thing. La direcció de fotografia va anar a càrrec del català Eduard Grau, proporcionant una estètica i un to de llum que aporta naturalitat en el film, tot i tenir moments de gènere.
Amb un pressupost de 5,0 milions de dòlars, la recaptació de la pel·lícula a nivell mundial va assolir els 58,9 milions de dòlars, 43,7 milions als Estats Units i Canadà i 15,2 milions de taquilla a la resta del món.

## Crítica
Al lloc web estatunidenc Rotten Tomatoes dedicat a la crítica i informació sobre pel·lícules, El regal obté una valoració positiva per part dels crítics del 92% sobre un total de 190 ressenyes, amb una valoració mitja de 7,45/10 i un 75% d'aprovació de l'audiència, amb un 3,72/5. El descriu com un film intel·ligent i amb un punt subversiu que desafia les expectatives del públic que es mantindrà inquiet a les seves butaques.
A l'agregador de ressenyes Metacritic, El regal obté una qualificació de 77/100 a partir de les revisions de 31 crítics, amb 29 opinions positives i 2 en la franja mixta. Per part dels usuaris la puntuació és del 8,4/10.
Segons l'opinió de Mike McCahill en la seva crítica a The Guardian, 'Joel Edgerton aplica la mateixa seguretat i atenció als detalls que mostra als seus projectes d'actuació'.
'Un exercici d'estil sense trets excel·lents, però on tot està al seu lloc, amb una posada en escena elegant i interpretacions esplèndides', segons el punt de vista de Jordi Batlle a Fotogramas.

## Nominacions i premis
Joel Edgerton va rebre el Premi a la millor interpretació masculina en la 48a edició de Sitges - Festival Internacional de Cinema Fantàstic de Catalunya 2015.